# Barrage de Șugag
Le barrage de Șugag est un grand barrage hydroélectrique sur la rivière Sebeș situé en Roumanie. Il crée le réservoir du lac Tău Bistra. Le projet a commencé et s'est terminé dans les années 1980 et il a été constitué par la construction d'un barrage en béton à double voûte mesurant 78 mètres de haut. L'installation produit de l'électricité en utilisant deux turbines, totalisant la capacité installée à 150 MW, et générant 260 GWh d'électricité par an.